# Marcel van Meerhaeghe
Marcel Alfons Gilbert van Meerhaeghe (Wetteren, 12 april 1921 – Gent, 22 maart 2014) was een Belgisch econoom, hoogleraar, publicist en columnist.
In zijn lange carrière leverde professor van Meerhaeghe belangrijke bijdragen tot het economische vakgebied en tot de interpretatie van economische gebeurtenissen. Zijn ongebruikelijk vermogen om theoretische en praktische analyses te combineren, maken zijn wetenschappelijke werken bijzonder waardevol.

## Loopbaan

### 1939-1987
Aanvankelijk dacht M.A.G. van Meerhaeghe aan een militaire loopbaan. Hij slaagde in 1939 voor het toelatingsexamen tot de Koninklijke Militaire School (KMS). Na de veldtocht van 1940 (gewond in Duinkerken) volgde een krijgsgevangenschap in Duitsland van circa zeven maanden (een interventie van koning Leopold III leidde tot  de vrijlating van de KMS-leerlingen). Toentertijd was geschiedenis een discipline welke Grieks-Latijn als achtergrond vergde. Even werd ook gedacht aan toegepaste wetenschappen. Van Meerhaeghe werd echter licentiaat in de economische wetenschappen in 1944 (1ste zittijd) en licentiaat in de staatswetenschappen (Political Science and Sociology), eveneens in 1944 (2de zittijd), telkens met onderscheiding. Hij behaalde het doctoraat in de economische wetenschappen in 1946 (De luchtvaart in de verkeerseconomie, met bijzondere inachtneming van België's toestand). Het jaar daarop werd hij deeltijds docent staatshuishoudkunde aan de Koloniale Hogeschool en in 1955 – eveneens deeltijds – docent koloniale economie aan de Rijksuniversiteit Gent (RUG), waar hij in 1957 gewoon hoogleraar economie en internationale economie werd (rechtsfaculteit). Voordien was hij economisch adviseur op het Ministerie van Economische Zaken (na er voor de studiedienst te zijn aangeworven in 1946 en als eerste te zijn geslaagd in het eerste naoorlogs aanwervingsexamen bij de overheid), 'faculty advisor' bij het NATO Defence College in Parijs (1953-54), en economisch adviseur (met rang van adjunct-kabinetschef) van Victor Larock, Minister van Buitenlandse Handel (1954-57).
In september 1959 werd hij benoemd tot gastprofessor aan de officiële universiteit van Belgisch-Congo en Ruanda-Urundi te Elizabethstad voor de cursussen Histoire des doctrines sociales et économiques en Histoire des doctrines économiques.
Onder zijn functies in semiambtelijke organen vallen op: voorzitter van de in 1951 ingestelde Prijzencommissie (in 1969 vervangen door de Commissie tot regeling der prijzen: Koninklijk Besluit 3 juni 1969), lid van de Algemene Raad van de Algemene Spaar- en Lijfrentekas (tot 1980), lid vanaf 1971 tot 2002 (de opheffing ervan: euro) van de Raad van het Belgisch-Luxemburgs Instituut voor de Wissel.
Twee van zijn assistenten doctoreerden bij hem en werden ook hoogleraar aan de RUG (Gaston Vandewalle en Marc De Clercq). Luc Versele, sinds 2017 voorzitter van de bank Crelan, was eveneens assistent van van Meerhaeghe.

### Emeritaat
Nadat de emeritaatsgrens van 70 op 65 jaar werd gebracht, werd Van Meerhaeghe nog uitgenodigd als gastprofessor internationale economie en Europese integratie in de London School of Economics (academiejaar 1986-87) en nadien, telkens voor verscheidene jaren, aan de universiteiten van Torino en van Rome (La Sapienza). Hij kon dit tijdelijk combineren met een speciaal adviseurschap bij de Commissie van de Europese Gemeenschap tot 1988. Onder de auspiciën van het in 1986 gevormde 'Europe-12  – Research and Action Committee on the EC' gaf hij bijgevolg in de reeks European Community Membership Evaluated de bundel Belgium and EC Membership Evaluated (Frances Pinter Publishers, London, St. Martin's Press, New York 1992) uit: bijdragen van 14 auteurs, o.a. Filip Abraham, Roger Blanpain, Alfred Cahen, Marc Quintyn en Jef Vuchelen.
Verder was van Meerhaeghe lid van het raadgevend comité van academici van respectievelijk de Brusselse denktank Institut Européen (Institutum Europaeum: 1979-2002) en de denktank Centre for the New Europe (1993-2008). Bij deze laatste publiceerde hij The Information Policy of the European Commission (Zellik 1995).

## Publicaties
Van Meerhaeghe heeft een twintigtal boeken, een honderdtal artikels en verscheidene essays op zijn actief en was 'editor' van vier werken.

### Boeken
Diverse boeken zijn in het Engels vertaald of in die taal geschreven. De bekendste: Economics, A critical approach (Weidenfeld and Nicholson, London 1971, de Engelstalige tegenhanger van het Handboek van de economie, waarmee vele generaties Vlaamse en Nederlandse studenten kennis hebben gemaakt: 10 edities tussen 1952 en 1984), International Economics (1972, dat een Engelse recensent 'briljant' noemt, en dat in het Portugees is vertaald), Price Theory and Price Policy (Longmans, London 1969, waarin zijn ervaring als voorzitter van de Prijzencommissie tot uiting komt; zonder medeweten van auteur en uitgever in het Pools vertaald), International Economic Institutions (7 edities tussen 1966 en 1998).
Reeds vroeg in zijn carrière (in een artikel van 1947) nam van Meerhaeghe stelling in. Hij kantte zich tegen de talrijke publicaties die geen enkel verband hebben met de realiteit en vooral tegen de manie alles met wiskunde te willen benaderen. Hij is voor een operationele economie, waar de practici iets aan hebben (nützlich).
Later werkte hij zijn kritiek uit in Economic Theory. A Critic's Companion (Martinus Nijhoff, 2de ed. 1986), dat algemeen als zijn beste werk wordt beschouwd (het is ook in het Japans vertaald). Hij komt op voor een multidisciplinaire aanpak: hoe kan men economische problemen begrijpen, als men geen rekening houdt met de samengaande politieke en sociale vraagstukken. Zelfs de kennis van de historische achtergronden kan noodzakelijk zijn. Econometrie, die nu in zekere zin  de economie vervangt, is louter l'art pour l'art. Het boekje van 109 bladzijden tekst wordt enthousiast onthaald; toch maken de recensenten zich geen illusies: het zal niet gemakkelijk zijn het ingang te laten vinden en de economen uit hun wiskundige ivoren torens weg te trekken. Guy Routh schrijft in het gezaghebbende The Economic Journal (juni 1981): "I fear that in ten years time its (v.M's 'masterpiece of condensation') criticisms will be as valid and as relevant as they are today".
Omdat er een bijzondere behoefte bestond aan een no-nonsense handboek over economische politiek gaven van Meerhaeghe en Koos Andriessen in 1962 Theorie van  de  Economische  Politiek (Stenfert  Kroese, Leiden) uit: een systematisch overzicht met bijdragen van Belgische en Nederlandse experten, o.a. Pieter Hennipman. De titel van het boek dekt de inhoud niet geheel. Veel opstellen behandelen niet zo zeer de theorie van de economische politiek als wel theoretische gedachtegangen achter de politiek. 
In 1969 was van Meerhaeghe redacteur van de bundel Economics: Britain and the EEC (Longmans, London): o.a. H.G. Johnson, John Pinder, Dennis Swann.
Op verzoek van de betrokken redacties was van Meerhaeghe lang columnist van het weekblad Trends en later van De Standaard. Sommige zijn in boekvorm verschenen: De afgunstmaatschappij (Stenfert Kroese, Leiden 1977), De vakbondsstaat (Stenfert Kroese, Leiden 1979), Het gevecht met de symptomen (Stenfert Kroese, Leiden 1982), Spel met de utopie (SMD, Leiden 1983). Hij komt onder meer op voor minder overheidsinterventie. Dit gold niet voor de Verenigde Staten, waar vooral de onvoldoende controle op de banken tot de globale crisis van 2008 leidde. (Wat Europa betreft gebeurde de vrijmaking van het kapitaalverkeer te vroeg.)
Verder :
- Marktvormen Marktgedrag Marktresultaten in België (E. Story-Scientia, Gent 1963).
- De sociaal-economische besturing van Nederland, met o.a. J.E. Andriessen (Tjeenk Willink, Groningen 1963).
- De economie van Vlaanderen (Stenfert Kroese, Leiden 1965) : gedetailleerde economische geschiedenis van de XIIde eeuw tot nu en de maatregelen welke genomen worden met het oog op de ontwikkeling van de regio.[18]
- Lexicon van de economie (Stenfert Kroese, Leiden 1984, 3de ed.).
- Museum of grootmacht. De identiteitscrisis van Europa (Lannoo, Tielt 1985).

### Colloquia
Ook na zijn emeritaat bleef van Meerhaeghe publiceren. Het onderwerp is meestal door thema's van congressen of colloquia (o.m. Annual Heilbronn Symposium in Economics and the Social Sciences) bepaald, maar bevatten altijd originele standpunten. Te vermelden zijn onder meer:
- EG-imperialisme bedreigt culturen van kleine landen (met Prof. dr. Menno Wolters, Universiteit Twente en European Group for Public Administration), in referatenboek conferentie Maastricht en het Europa van de Kulturen (Vlaamse regering, Brussel 1992), pp. 159–164. Een pleidooi voor het actief formuleren en doorvoeren van cultureel geïnspireerde uitzonderingen op economische regelgeving van de Europese Gemeenschap. Hoe heilzaam ze ook zijn in andere domeinen, in de culturele sector is onbeperkte toepassing van de marktbeginselen uit den boze.
- Subsidiariteit: theorie en werkelijkheid, in verslagboek UFSIA-denkdag met o.a. Prof. Herman Wuyts dd. 12 maart 1994 Vlaanderen! In welk Europa? (Vlaamse Volksbeweging-Schriften nr. 3, Antwerpen 1995), pp. 27-33.
- Eén wereldeconomie, vele gevolgen, in Verworteling, verankering: grondslagen voor de 21ste eeuw, 4de colloquium Van De Delta-Stichting 11.11.1998 (Delta-Stichting, Wijnegem 1999, TeKos nr. 10), pp. 37–50.
- The lost chapter of Schumpeter’s ‘Economic Development’ in Joseph Aloïs Schumpeter. Entrepreneurship, style and vision, ed. Jürgen Backhaus, The European Heritage in Economics and the Social Sciences, Vol. 1, Kluwer, Boston, Dordrecht, London, 2003, pp. 233–244. Hij beschouwt Schumpeter als ‘groter’ dan Keynes wegens zijn betere kennis van de economische wetenschap en zijn onovertroffen ‘History of economic analysis’.
- Bismarck and the social question, Journal of Economic Studies, sept. 2006, Vol. 33, Iss. 4, pp. 284–301. Niettegenstaande het standpunt van Otto von Bismarck (ooit Pruisisch ambassadeur in Sint-Petersburg) talrijke aanzienlijke wisselingen onderging, bleef een doel ongewijzigd: de stabiliteit en sociale vrede in de staat garanderen.
- Nietzsche and economics en Nietzsche and business ethics, in Friedrich Nietzsche 1844-1900. Economy and Society, ed. J. Backhaus and Wolfgang Drechsler, The European Heritage in Economics and the Social Sciences, Vol. 3, Springer, New York, Heidelberg, 2006, pp. 39–54 en 139-144.[19] Hij weerlegt vooral de stelling dat Nietzsche bijdragen leverde tot de economische wetenschap.
- The international aspects of Justi’s work, in The beginnings of Political Economy. Johann Heinrich Gottlob von Justi, ed J. Backhaus, The European Heritage in Economics and the Social Sciences, Vol. 7, Springer, 2009, pp. 99–110. Bladzijden gewijd aan migratie met beschouwingen – teruggaand helemaal tot in de 15de eeuw – welke nog niets ingeboet hebben aan actualiteit. Hij besluit dat de verschillen tussen J.H.G. von Justi en Adam Smith niet erg groot zijn.
- Globalisation: concept, outcome, future – a continental view[20], European Journal of Law and Economics, 2012, Vol. 33, Iss. 2, pp. 239–306: van Meerhaeghe besluit dat niets de triomfantelijke voortgang van de globalisering[21] tot stilstand schijnt te brengen.

### Artikels
Verder leverde hij  diverse bijdragen tot buitenlandse (vaak Engelstalige) tijdschriften, onder meer in Journal of Economic Studies en Journal of Public Finance and Public Choice (verscheen van 1983 tot 1997 onder de titel Economia delle Scelte Pubbliche). We vermelden:
- De Kongolese economie in 1948, Kongo-Overzee, XV, 1949, 3-4, pp. 200–206.
- Het investeringsprobleem in Belgisch-Kongo, Economisch-Statistische Berichten, 35e jaargang, No. 1713, 8 maart 1950, pp. 185–186.
- De economie, in Vlaanderen door de eeuwen heen (M. Lamberty en R. Lissens, eds.), deel I (3e ed., Brussel 1951), pp. 247–282.
- De economische betekenis van Kongo voor België, Tijdschrift voor de Belgische Handel, 69, 10 (oktober 1955), pp. 15–24.
- Enkele beschouwingen over de ruilvoet, Tijdschrift voor Sociale Wetenschappen, 1959, N° 3, pp. 244-261.
- De doeleinden van de economische politiek. De objectieven volgens de Belgische regeringsverklaringen, Tijdschrift voor Sociale Wetenschappen, 1962, N° 2, pp. 124-141. O.m. de omvang van de deviezenvoorraad.
- The Belgian Prices Commission, Weltwirtschaftliches Archiv, Hambourg, IC, Band 99 (1967 II), Heft 2, 4° trimester 1967, pp. 257–273.
- De vakbondsstaat, in Over macht en wet in het economisch gebeuren, Opstellen aangeboden aan Prof. Dr. D.B.J. Schouten, onder eindredactie van Dr. Th. C.M.J. van de Klundert (H.E. Stenfert Kroese, Leiden-Antwerpen 1979), pp. 27-47.
- De betekenis van Marx, De Vlaamse Gids, 1984, 3, pp. 53-56. Reeds in 1872 geven Marx en Engels toe dat de arbeiders in landen zoals de Verenigde Staten en Groot-Brittannië hun doeleinden door vreedzame middelen kunnen bereiken.
- Capital mobility and currency policy in the European Community, European Affairs, vol. 2, no. 3 (Autumn 1988), pp. 136-149. Richtlijnen 11 mei 1960, 63/21/EEG, 72/156/EEG, 85/611/EEG, 86/566/EEG en 88/361/EEG en Verordening 88/1969/EEG. Waarschuwing tegen de voorbarige vrijmaking van het kapitaalverkeer (speculatie).
- Protection of competition in Belgium, Journal of Public Finance and Public Choice, Vol. VIII, 1990-2/3, pp. 93–101. Bespreking van het ontwerp dat uitmondde in de Wet van 5 augustus 1991 tot bescherming van de economische mededinging. Zie ook United Brands Company vs. Commission of the European Communities.
- Mars, Mercurius, Athena, Journal of Public Finance and Public Choice, Vol. XXX, 2012-1/3 (doch postuum gepubliceerd), pp. 123–155.

- Bibsys: 90655769
- Bibliothèque nationale de France: cb12343975w (data)
- CiNii: DA0254249X
- Gemeinsame Normdatei: 170481689
- International Standard Name Identifier: 0000 0001 0856 8942
- Library of Congress Control Number: n79107750
- Nationale Bibliotheek van Letland: 000124705
- Bibliotheek van het Japanse parlement: 00449665
- Nationale Bibliotheek van Tsjechië: vse2011674430
- Nationale bibliotheek van Australië: 35344788
- Nationale Bibliotheek van Israël: 987007604476705171
- Nederlandse Thesaurus van Auteursnamen: 068437803
- LIBRIS: 194875
- Système universitaire de documentation: 032403348
- Virtual International Authority File: 41913722
- WorldCat: E39PBJdMfG8ywhQ64g9gtm6VG3